# Тарасов, Александр Львович
Алекса́ндр Льво́вич Тара́сов (сентябрь 1909, Москва, Российская империя — неизвестно) — советский оператор, режиссёр и сценарист.

## Биография
Родился в сентябре 1909 года в Москве, брат — поэт и сценарист Дмитрий Тарасов. В 1926 году поступил на операторский факультет ВГИКа, который он окончил в 1931 году. После окончания института некоторое время работал ассистентом оператора-постановщика, затем вторым оператором, а в 1945 году впервые в своей карьере поставил фильм Близнецы в качестве главного оператора-постановщика, одновременно с этим написал ряд сценариев к мультфильмам и художественным фильмам, спустя некоторое время перешёл в область научно-популярного кинематографа и был принят в состав киностудии Моснаучфильм, где он работал оператором и режиссёром.
Дальнейшая судьба неизвестна.

## Фильмография

### Оператор
- 1945 — Близнецы

### Сценарист
- 1934 — Высокая долина (совместно со своим братом)
- 1949 — Весенняя сказка (совместно со своим братом)
- 1952 — Зай и Чик
- 1965 — Волшебный халат